# Chryseugnamptus flavinasus
Chryseugnamptus flavinasus là một loài bọ cánh cứng trong họ Rhynchitidae. Loài này được Boheman miêu tả khoa học năm 1845.